# Червець гачкуватий
Червець гачкуватий (Scleranthus uncinatus) — вид рослин з родини гвоздикових (Caryophyllaceae), поширений на півдні й південному сході Європи, на заході Азії.

## Опис
Однорічна рослина висотою 5–10 см. Запушення залозисте, чашечки внизу запушені, їхні зубці крючкоподібно зігнуті. Листки короткі.

## Поширення
Поширений на півдні й південному сході Європи, на заході Азії
В Україні вид зростає в піщаних місцях — у Карпатах.